# Lâmpade
As lâmpades (em grego Λαμπάδες), na mitologia grega, são as ninfas do reino dos mortos.
Elas são representadas caminhando sobre a  Terra ou no Hades, carregando tochas do qual se orientam. Acompanham a deusa Hécate em seu cortejo.
Dizem que as lâmpades são filhas das inúmeras almas que vagam no submundo ou até mesmo filhas da própria Nix.